# 2012年香港特別行政區行政長官選舉
2012年香港特別行政區行政長官選舉是香港特別行政區第4屆行政長官選舉，於2012年3月25日在香港會議展覽中心舉行。根據《中華人民共和國香港特別行政區基本法》，行政長官是香港特別行政區及政府的首長，由1,200人組成的選舉委員會選出，再由中華人民共和國國務院總理任命，任期5年。
2012年3月25日中午，曾任行政會議非官守議員召集人的梁振英獲得689票，當選第4任行政長官，得票率約57%，為歷屆當選行政長官中得票比例最低。

## 選舉辦法
行政長官由1,200人組成的行政長官選舉委員會選出。選委會內1044名選舉委員於2011年12月12日由界別分組選舉産生，其餘選舉委員就分別由宗教界界別分組提名（60名），或屬於當然委員（96名）。今屆選委有5位成員具雙重界別身份，另有2名選委出缺。
選委提名期為2012年2月14日至2月29日。要成為行政長官候選人，必須獲得至少150名委員提名，即總人數八分一，不設提名人數上限，每名委員只可提名一位候選人，即不可能出現多於8位候選人。
選委於2012年3月25日進行一人一票不記名投票。要勝出選舉，候選人需要取得超過全體1200名選委中過半數（601票）有效票。 如在首輪投票中，沒有候選人取得超過半數有效票，將淘汰最低票數的候選人進入下一輪投票；如果剩下兩名候選人的情況下，依然沒有候選人取得超過半數有效票，將作流選論，整個選舉將會由提名期起開始重新進行一次，並於六個星期後，即5月6日重新投票。
如提名期結束時只有一名候選人，選委仍需於原訂選舉日進行信任投票，該候選人仍需要取得超過全體1200名選委中的過半數（601票）有效支持票方可當選，否則也視同於流選處理。
| 第一界別 | 第一界別             | 第二界別                                                                                            | 第二界別 | 第三界別 | 第三界別    | 第四界別 | 第四界別                 |
| --- | -------------------- | --------------------------------------------------------------------------------------------------- | -------- | --- | ----------- | --- | ------------------------ |
| 飲食界 商界（第一） 商界（第二） 香港僱主聯合會 金融界 金融服務界 香港中國企業協會 酒店界 進出口界 工業界（第一） 工業界（第二） 保險界 地產及製造界 紡織及製衣界 旅遊界 航運交通界 批發及零售界 | 17 18 16 18 16 17 18 | 會計界 建築、測量及都市規劃界 中醫藥界 教育界 工程界 衛生服務界 高等教育界 資訊科技界 法律界 醫學界 | 30       | 漁農界 勞工界 宗教界 天主教香港教區 中華回教博愛社 香港基督教協進會 香港道教聯合會 孔教學院 香港佛教聯合會 社會福利界 體育、演藝文化及出版界 體育小組 演藝小組 文化小組 出版小組 | 60 10 60 15 | 全國人民代表大會 立法會* 中國人民政治協商會議 鄉議局 港九各區議會 新界各區議會 特別委員* 中國人民政治協商會議 鄉議局 港九各區議會 新界各區議會 | 36 70 51 26 57 60 10 4 2 |
| 小計： | 300                  | 小計：                                                                                              | 300      | 小計： | 300         | 小計： | 300                      |
| 總計：1200 |                      | |          | |             | |                          |
| 第四屆選舉委員會於2012年2月上任，暫設10個「特別委員」，以填補第五屆立法會於2012年10月選舉前，尚未新增的10個議席。                                                                                |                      | |          | |             | |                          |

## 參選資格
- 香港特別行政區永久性居民中的中國公民，沒有外國居留權；[6]
- 年滿40周歲；[6]
- 在香港通常居住連續滿20年；[6]
- 未曾連任。[7]

## 候選人
此屆行政長官選舉共有3名候選人，資料如下：
| 編號 | 候選人 | 年齡 | 職業            | 籍貫     | 政黨               | 首次提交提名日期 | 有效提名人數 |
| ---- | ------ | ---- | --------------- | -------- | ------------------ | ---------------- | ------------ |
| 1    | 梁振英 | 57   | 政治人物/測量師 | 山東威海 | 無黨籍（建制派）   | 2012年2月23日    | 305人        |
| 2    | 何俊仁 | 60   | 政治人物/律師   | 廣東中山 | 民主黨（泛民主派） | 2012年2月14日    | 188人        |
| 3    | 唐英年 | 59   | 政治人物/商人   | 江蘇無錫 | 無黨籍（建制派）   | 2012年2月20日    | 390人        |

在1,193名選委當中，提名人數合共883人，有311名選委沒有提名到任何人。

### 梁振英

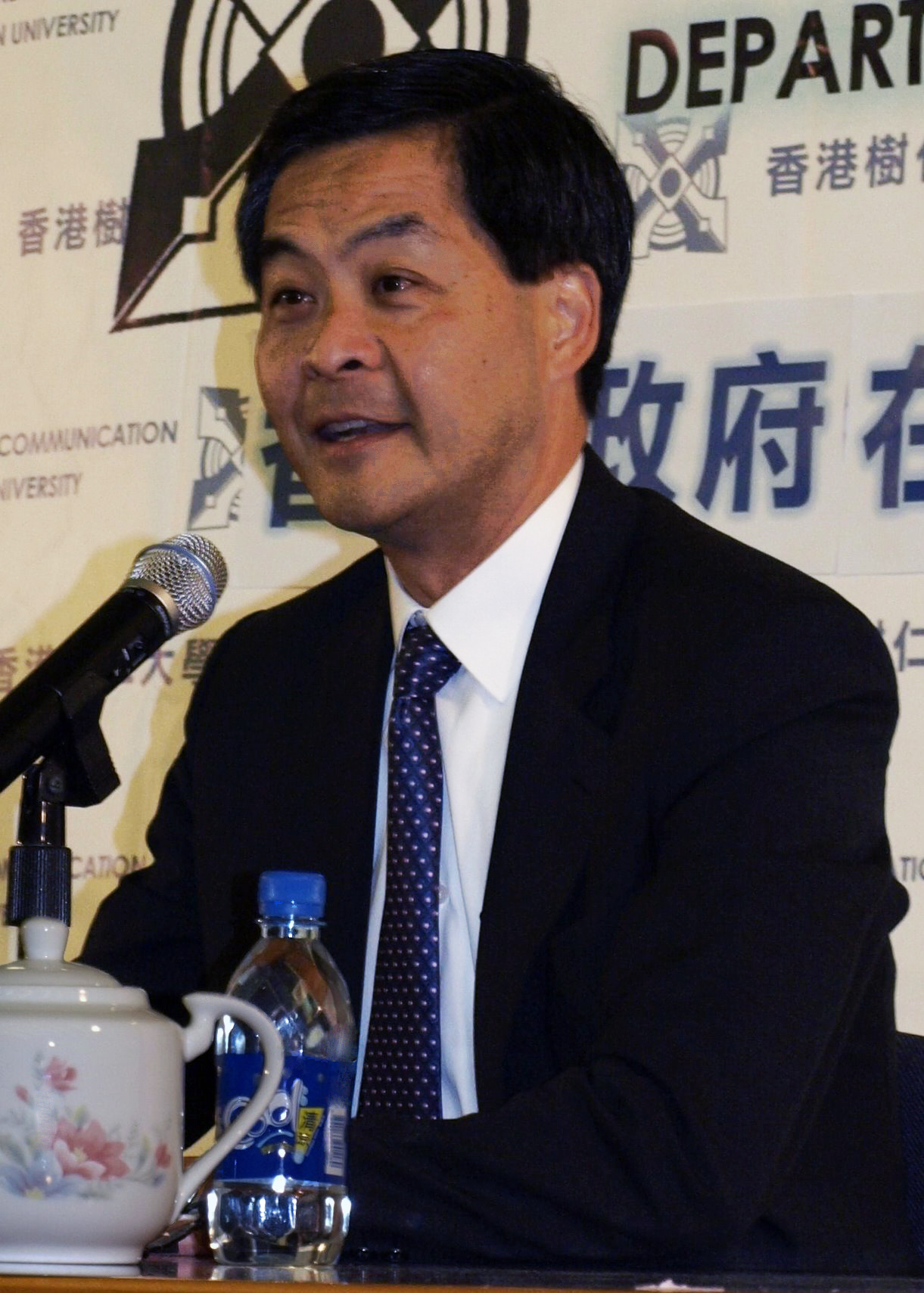
前行政會議召集人梁振英

梁振英，曾任香港特區行政會議召集人（1999-2011），行政會議成員（1997-2001），全國政協常委（2003-2012），基本法起草委員會委員，基本法委員會秘書長，前戴德梁行亞太區主席。
維基解密2011年9月初透露，梁振英早於2009年已有意參選特首。梁與李鵬飛會面時說，明白香港和自己的問題及挑戰，因此要修飾形象。消息曝光後，梁振英於同月9日正式公開表示有準備參選。2011年11月27日，梁振英在以「齊心一意 撐香港」為競選口號於香港會議展覽中心的參選大會中，正式宣布參選行政長官。2月23日，梁振英取得293個提名而提交提名表；傍晚獲選舉事務處確認其中292個提名有效，正式成為選舉第三名候選人。2月29日早上，梁再向選舉事務處提交5名選委支持，連同同日下午補交的8個提名和早前已確認的292個提名，梁共獲得305個提名。

|                  | 齊心一意 撐香港 One Heart One Vision For Hong Kong |
| ——梁振英競選口號 |                                                    |

### 何俊仁

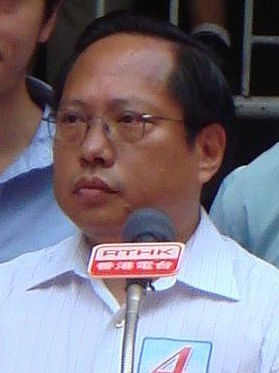
民主黨主席何俊仁

何俊仁，時任立法會議員，時任屯門區議會（樂翠選區）議員，時任民主黨主席。
他於2011年10月4日宣布有意爭取民主黨和泛民主派支持參加特首選舉。他於2012年1月8日勝出泛民主派初選，成為代表泛民主派的唯一參選人。2月14日，取得183個提名的何俊仁以「公義香港 理想生活 向霸權宣戰」競選口號率先遞交了提名表並獲選舉事務處確認，正式成為了本次選舉的首名候選人。2月29日早上補交5個選舉提名，令何俊仁共獲得188個有效提名。
|                  | 公義香港 理想生活 向霸權宣戰 For social JUSTICE & IDEALS, against political & economic hegemony in HK |
| ——何俊仁競選口號 | |

### 唐英年

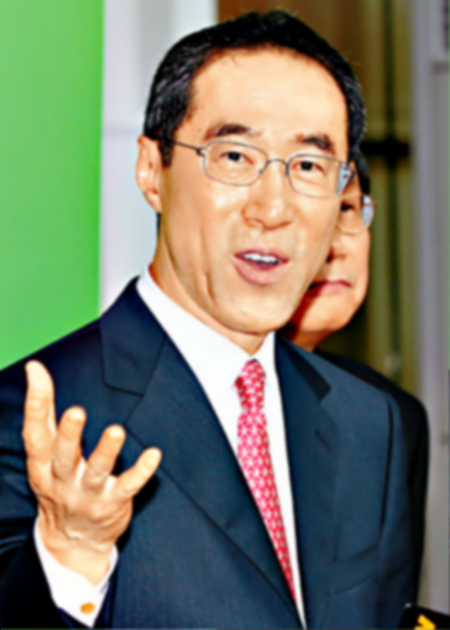
前政務司司長唐英年

唐英年，曾任香港立法局議員（1991-1997）、香港特別行政區行政會議成員（1997-2011）、財政司司長（2003-2007）及政務司司長（2007-2011），從政20年。
他於2011年9月28日向特首請辭政務司司長，獲中華人民共和國中央政府批准，他當時未明確表態參選，但一般認為他為參選作準備。11月17日，唐英年表示將於月底前參選。11月26日，唐英年在深水埗探訪後，於港鐵金鐘站正式宣布參選行政長官；翌月19日以競選口號「明天在你我」在香港會議展覽中心進行造勢大會。2月20日，唐英年取得379個提名參選，翌日獲選舉事務處確認其中378個提名有效，成為選舉第二名候選人。及後曾兩次到選舉事務處補交選委提名，他共獲390個提名。
|                  | 明天在你我 We Are Tomorrow |
| ——唐英年競選口號 |                            |

## 曾有意參選人士
- 梁家傑：公民黨黨魁、立法會議員，參選2007年選舉落敗後曾表示「捲土重來」[24]，但隨著2011年9月底公民黨特別黨員大會以大比數票通過不會派員參選2012年行政長官選舉，意味梁家傑不會出選[25]。
- 馮檢基：民協前主席、香港立法會議員、深水埗區議會議員。2011年12月8日，馮檢基在中環9號碼頭對出的海濱長廊正式宣佈參選2012年香港特別行政區行政長官選舉[26]。他於2012年1月8日的泛民主派初選落敗，放棄參選。
- 葉劉淑儀：新民黨主席、立法會議員、前保安局局長[27]。2011年8月31日，葉太在商業電台節目《在晴朗的一天出發》上，狠批疑似候選人政務司長唐英年從政多年「毫無建樹」，又不點名批評行政會議召集人梁振英無管治經驗，由他治港風險極高，因此會考慮「犧牲」自己出來參選[28]。葉劉淑儀後來轉為表示認為自己要取得足夠提名有難度[29]。2011年10月18日，葉再轉為表示「仍考慮參選特首」，強調「服務港人的決心不變」[30]。11月15日新民黨的特別會議中，對葉劉淑儀是否參選未有明確意向，葉劉淑儀表示會「慎重考慮」是否參選[31]。2011年12月11日，葉劉淑儀再表示，周內決定是否參選特首[32]。2011年12月15日，葉劉淑儀以所持票數不足為理由，宣布不參選2012年的行政長官選舉[33]。2012年2月唐英年僭建風波後葉劉淑儀表示重新考慮參選，2月20日晚間正式宣布參選。2月29日下午4時45分，宣佈未能獲得所需之150個提名票以參選行政長官。
- 范徐麗泰：港區全國人大代表，前立法會主席。港區人大代表吳康民曾提出鐵三角論，建議由范徐麗泰出任特首，而梁振英及唐英年則分別出任政務司司長及財政司司長。2011年9月30日，范徐麗泰表示自己支持唐英年參選，如唐獲市民支持她傾向不參選[34]。10月3日她又表示唐英年如果名望不足，她也不排除自己參選；並且她不會為唐助選或加入他的團隊[35]。2011年11月13日，范太終於宣佈將不參選行政長官選舉，解釋是因為她自己年時已高，擔心特首工作繁重，無信心可以履行特首職責，而且家人不支持她爭取參選[36]。
- 曾鈺成：前民建聯主席，時任香港立法會主席，2011年曾表示不足以勝任。在2012年2月唐英年被揭發僭建後，表示再次考慮參選[37]。2月27日，曾鈺成宣佈將不參選行政長官選舉，他強調沒有人勸退他，對於坊間所傳選舉可能流選，曾鈺成說，不想見到選舉流產，相信中華人民共和國中央政府也一樣，但認為如果「流選」也未必是壞事，如果他再參選能贏回公眾對產生特首機制的信心，他會積極去做。
- 余永賢：香港應用科技研究院顧問，報稱曾任德國比勒菲爾德大學教授、香港貿易發展局助理總經濟師，並多次出任聯合國教科文組織科技政策部顧問[38]，2012年2月2日宣佈參選，他表示治港理念是「科教興港」，希望增加科研的投放[39]。「科教興港」包括促成技術類服務、倍增教學資源及倍增大學學額等政策，帶領香港邁向知識型社會[40]。於2月29日上午表示由於未能取得足夠提名，宣布退選。[41]
- 胡世全：報稱從事物業投資，前民建聯成員，曾參選2010年立法會新界東補選。2012年2月13日宣佈參選，並取得5名選委口頭答應提名[42]。政綱建議參選人凡獲得7000名選民提名，便可參選行政長官，又建議取消立法會功能組別，建議提升最低工資，亦反對馬會不斷擴張賭業[43]。
- 簡杰鴻：報稱為兩家公司的創辦人，2012年1月26日宣佈參選[44]，但由於他只是向傳媒發放新聞稿，一直沒有舉行記者會宣佈參選消息，部份傳媒（如《明報》、無綫電視等）並未有視之為正式公開宣佈參選的人士，而將其後宣佈參選的余永賢、胡世全分別稱為第四、五位參選人。
- 陳乙東：巴士阿叔事件主角，曾四次參選特首，2012年2月25日宣佈參選。政綱包括每名市民派40萬元、開放賭業等。若當選會與民建聯、自由黨、新民黨籌組班底。[45]陳乙東會於2月27日早上9時到灣仔選舉事務處取表，表明歡迎傳媒採訪。由於他沒有舉行記者會或向傳媒發放新聞稿，傳媒均未有視之為正式公開宣佈參選的人士。

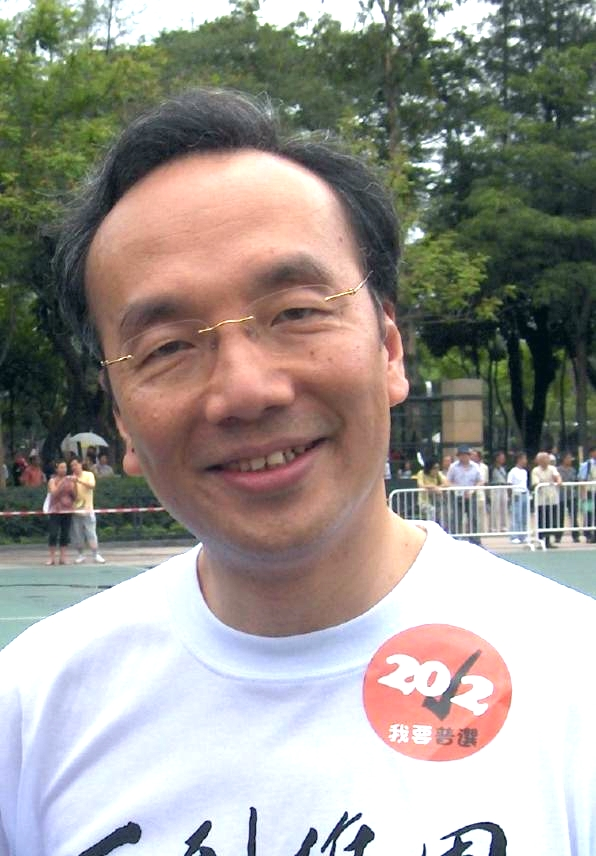
公民黨黨魁梁家傑
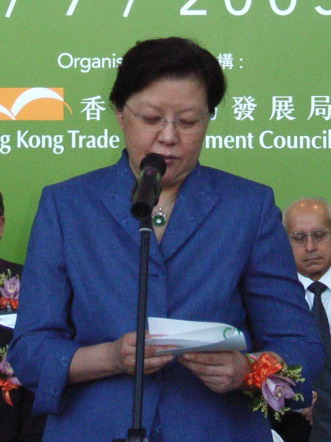
港區全國人大代表范徐麗泰
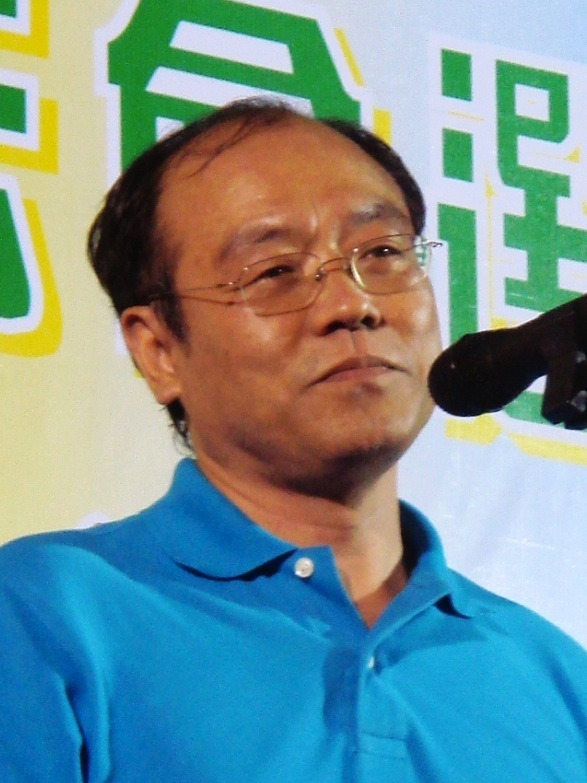
香港立法會議員馮檢基
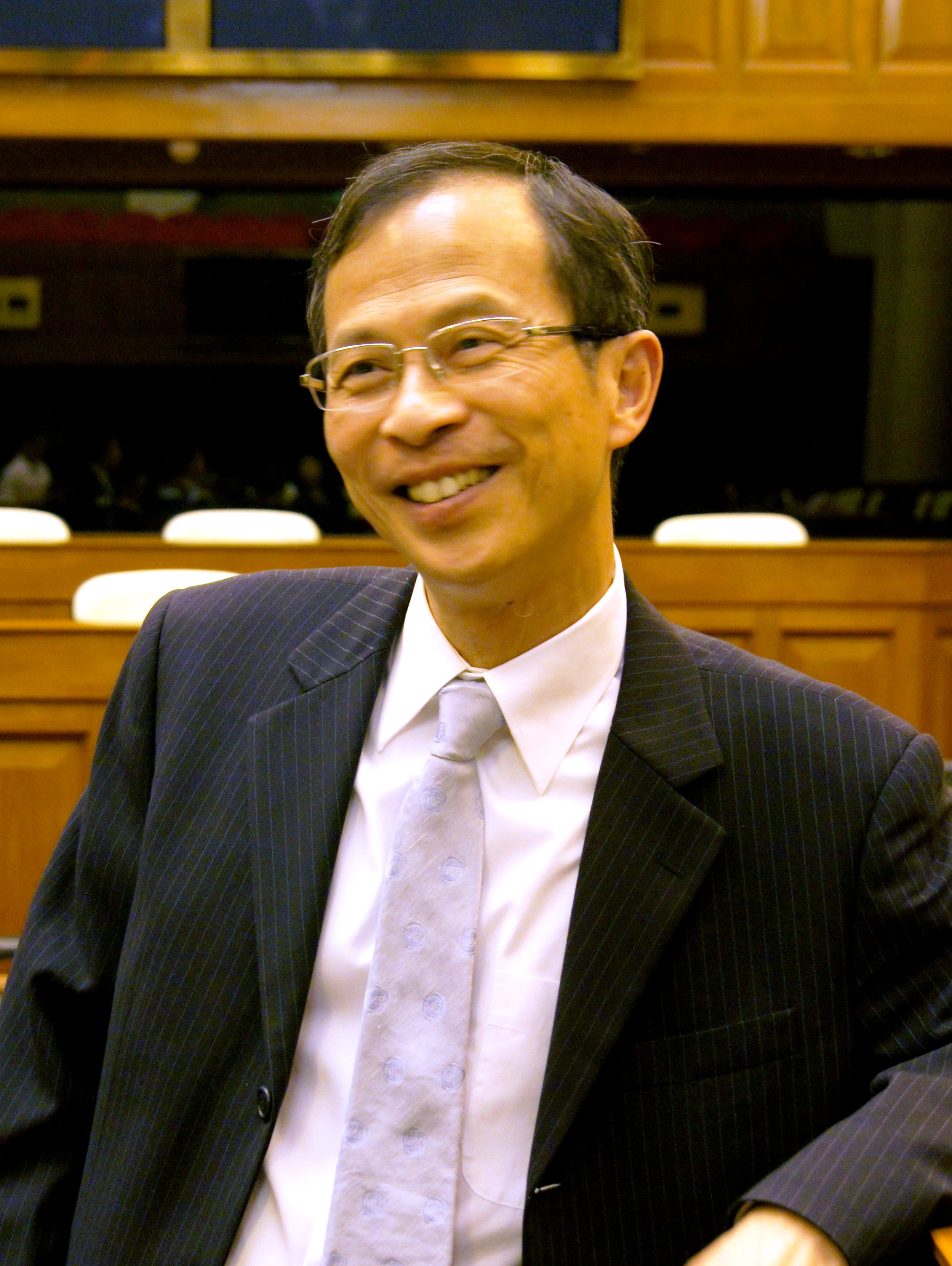
立法會主席曾鈺成
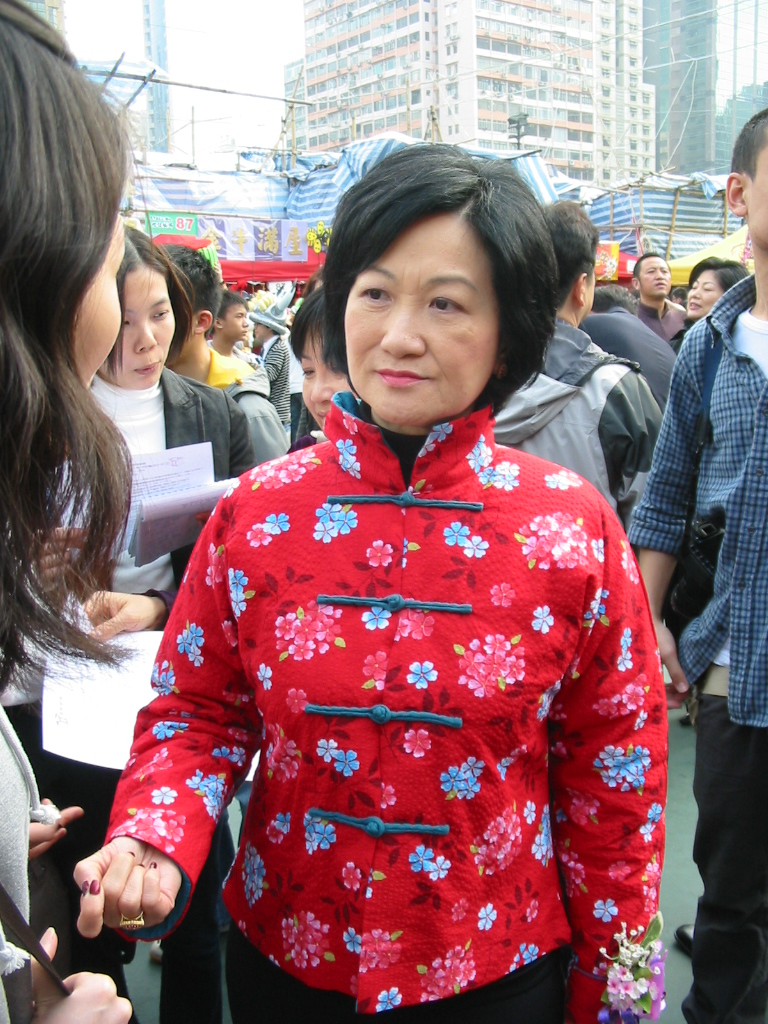
新民黨主席葉劉淑儀

## 民意調查
民意調查顯示，早期范徐麗泰支持度明顯領先，但其後一直下跌，終被當初支持度最低的梁振英超越。唐英年的支持度雖有改善，但其後增幅停滯不前，更被梁振英大幅拋離。其他可能參選人士則一直僅得約一成多或以下支持度。踏入2012年初，大部份調查結果顯示梁振英有逾四成民意支持，唐英年則有約兩成多民意支持，兩者至少有十多個百分點的差距。

### 2012年
| 日期                                 | 機構                                                             | 樣本   | 梁振英 | 唐英年 | 何俊仁 | 領先 |
| ------------------------------------ | ---------------------------------------------------------------- | ------ | ------ | ------ | ------ | ---- |
| 3月21日                              | 香港大學/小童群益會                                              | 57,040 | 33.6%  | 21.9%  | 22.5%  | 11.1 |
| 3月20-21日                           | 香港大學/亞洲電視 《我要做特首2》（第7次）                       | 522    | 30%    | 16%    | 7%     | 14   |
| 3月17-20日                           | 香港中文大學/無綫電視（第5次）                                   | 1,278  | 41%    | 25%    | 13%    | 16   |
| 3月19-20日（页面存档备份，存于）     | 香港大學/Now寬頻電視新聞台/蘋果日報                              | 1,053  | 39%    | 22%    | 11%    | 17   |
| 3月17-19日                           | 香港大學/亞洲電視 《我要做特首2》（第6次）                       | 1,011  | 32%    | 20%    | 6%     | 12   |
| 3月16-19日（页面存档备份，存于）     | 香港大學/有線電視（第9次）                                       | 1,026  | 39%    | 22%    | 11%    | 17   |
| 3月14-17日（页面存档备份，存于）     | 香港大學/有線電視（第8次）                                       | 1,025  | 40%    | 22%    | 11%    | 18   |
| 3月12-15日（页面存档备份，存于）     | 香港大學/有線電視（第7次）                                       | 1,021  | 41%    | 21%    | 11%    | 20   |
| 3月14-15日 （页面存档备份，存于）    | 香港大學/亞洲電視 《我要做特首2》（第5次）                       | 520    | 35%    | 19%    | 4%     | 16   |
| 3月9-13日（页面存档备份，存于）      | 香港大學/有線電視（第6次）                                       | 1,031  | 44%    | 20%    | 11%    | 24   |
| 3月8、10、12、14日                   | 香港中文大學/無綫電視（第4次）                                   | 1,146  | 45%    | 23%    | 10%    | 22   |
| 3月7-13日                            | 明愛                                                             | 3,170  | 55%    | 26%    | 19%    | 29   |
| 3月6-11日（页面存档备份，存于）      | 香港大學/有線電視（第5次）                                       | 1,008  | 45%    | 19%    | 11%    | 26   |
| 3月3-8日（页面存档备份，存于）       | 香港大學/有線電視（第4次）                                       | 1,012  | 45%    | 20%    | 11%    | 25   |
| 2月29日-3月5日（页面存档备份，存于） | 香港大學/有線電視（第3次）                                       | 1,005  | 51%    | 19%    | 11%    | 32   |
| 2月27日-3月3日（页面存档备份，存于） | 香港大學/有線電視（第2次）                                       | 1,015  | 49%    | 19%    | 10%    | 30   |
| 2月27-28日（页面存档备份，存于）     | 香港大學/有線電視（第1次）                                       | 518    | 49%    | 20%    | 11%    | 29   |
| 2月27-28日（页面存档备份，存于）     | 香港大學追蹤調查（第7次）                                        | 501    | 51.2%  | 17.7%  | 13.1%  | 33.5 |
| 2月25-27日（页面存档备份，存于）     | 香港大學追蹤調查（第6次）                                        | 500    | 53.7%  | 16.8%  | 12.3%  | 36.9 |
| 2月15-23日                           | 小童群益會（第3次）                                              | 1,443  | 36.2%  | 6.7%   | 5.5%   | 29.5 |
| 2月20-22日（页面存档备份，存于）     | 香港大學追蹤調查（第5次）                                        | 1,006  | 51.2%  | 18.5%  | 13.1%  | 32.7 |
| 2月20-21日                           | 南華早報（第1次）                                                | 506    | 63.9%  | 16%    | -      | 47.9 |
| 2月16-20日                           | 香港中文大學/無綫電視（第3次）                                   | 1,200  | 55%    | 19%    | 9%     | 36   |
| 2月13-16日（页面存档备份，存于）     | 香港大學追蹤調查（第4次）                                        | 1,007  | 49.0%  | 21.3%  | 10.0%  | 27.7 |
| 2月6-9日（页面存档备份，存于）       | 香港大學追蹤調查（第3次） 港大/亞洲電視 《我要做特首2》（第4次） | 1,001  | 49.2%  | 26.1%  | 7.3%   | 23.1 |
| 2月5-8日（页面存档备份，存于）       | 嶺南大學（第1次）                                                | 856    | 44.7%  | 24.7%  | 5.3%   | 20.0 |
| 1月30日-2月2日（页面存档备份，存于） | 香港大學追蹤調查（第2次）                                        | 1,002  | 46.9%  | 27.4%  | 8.0%   | 19.5 |
| 1月16-19日（页面存档备份，存于）     | 香港大學追蹤調查（第1次）                                        | 1,022  | 42.9%  | 29.7%  | 9.1%   | 13.2 |
| 1月12-18日                           | 香港中文大學/無綫電視（第2次）                                   | 1,059  | 46%    | 35%    | 7%     | 11   |
| 1月11-18日                           | 小童群益會（第2次）                                              | 962    | 31.7%  | 17.9%  | 2.5%   | 13.8 |
| 1月4-18日                            | 香港教育學院                                                     | 734    | 32.1%  | 20.1%  | 8.1%   | 12.0 |
| 1月2-15日 （页面存档备份，存于）     | 浸會大學過渡期研究計劃                                           | 806    | 41%    | 21%    | 8%     | 20   |
| 1月9-11日 （页面存档备份，存于）     | 香港大學/亞洲電視 《我要做特首2》（第3次）                       | 514    | 42.0%  | 31.3%  | 8.8%   | 11.7 |
| 1月9-14日（页面存档备份，存于）      | 浸會大學傳理調查實驗室（页面存档备份，存于）（第2次）            | 1,005  | 29.0%  | 20.1%  | 2.6%   | 8.9  |
| 1月3-4日（页面存档备份，存于）       | 香港大學/《蘋果日報》（第4次）                                   | 504    | 40.2%  | 28.8%  | 7.7%   | 11.4 |

### 2011年
| 日期                                                   | 機構                                              | 樣本  | 范徐麗泰 | 梁振英 | 唐英年 | 何俊仁 | 馮檢基 | 葉劉淑儀 | 梁家傑 | 曾鈺成 | 領先  |
| ------------------------------------------------------ | ------------------------------------------------- | ----- | -------- | ------ | ------ | ------ | ------ | -------- | ------ | ------ | ----- |
| 12月28-29日                                            | 港大/亞洲電視 《我要做特首2》（第2次）            | 521   |          | 42.8%  | 30.9%  | 5.4%   | 4.4%   |          |        |        | 11.9  |
| 12月19-20日（页面存档备份，存于）                      | 港大/《明報》（第11次）                           | 500   |          | 41.8%  | 29.7%  | 8.0%   |        |          |        |        | 12.1  |
| 12月7-8日 （页面存档备份，存于）                       | 港大/亞洲電視 《我要做特首2》（第1次）            | 521   |          | 40.6%  | 23.4%  |        |        |          |        |        | 17.2  |
| 12月5-15日                                             | 小童群益會（第1次）                               | 807   |          | 33.0%  | 19.6%  | 1.0%   | 1.9%   | 2.4%     |        |        | 13.4  |
| 12月4-7日                                              | 中大/無綫電視（第1次）                            | 531   |          | 42%    | 28%    | 2%     |        | 15%      |        |        | 14    |
| 12月6-7日（页面存档备份，存于）                        | 港大/《蘋果日報》（第3次）                        | 513   |          | 34.7%  | 18.2%  | 6.2%   |        | 17.8%    |        |        | 16.5  |
| 11月28日-12月1日（页面存档备份，存于）                 | 港大/《南華早報》（第3次）                        | 1,012 |          | 47.3%  | 24.8%  | 3.7%   |        | 0.2%     |        |        | 22.5  |
| 12月1-5日（页面存档备份，存于） （页面存档备份，存于） | 浸大傳理調查實驗室（页面存档备份，存于）（第1次） | 810   |          | 30.1%  | 17.2%  | 1.9%   |        | 5.7%     |        |        | 12.9  |
|                                                        | 5,743                                             | 0.5%  | 39%      | 41%    | 0.5%   |        | 19%    |          |        | 2.0    |       |
| 11月11-14日                                            | 教聯會                                            | 3,293 | 7.77%    | 32.16% | 7.44%  | 2.82%  |        | 7.90%    |        |        | 24.26 |
| 10月25-28日（页面存档备份，存于）                      | 港大/《蘋果日報》（第2次）                        | 503   | 11.2%    | 35.3%  | 9.9%   | 2.7%   |        | 12.6%    | 12.3%  |        | 22.7  |
| 10月17-19日（页面存档备份，存于）                      | 港大/《明報》（第10次）                           | 505   | 18.7%    | 40.8%  | 14.0%  | 9.3%   |        |          |        |        | 22.1  |
| 10月11-12日（页面存档备份，存于）                      | 港大/《南華早報》（第2次）                        | 533   | 19.2%    | 29.1%  | 14.0%  | 4.4%   |        | 13.8%    |        |        | 9.9   |
| 9月26-28日（页面存档备份，存于）                       | 港大/《蘋果日報》（第1次）                        | 500   | 24.2%    | 20.5%  | 16.3%  | 1.3%   |        | 17.1%    | 10.0%  |        | 3.7   |
| 8月23-25日（页面存档备份，存于）                       | 港大/《明報》（第9次）                            | 503   | 34.5%    | 14.4%  | 15.1%  |        |        |          | 15.1%  | 5.1%   | 19.4  |
| 6月21-22日（页面存档备份，存于）                       | 港大/《南華早報》（第1次）                        | 512   | 32.9%    | 8.3%   | 10.2%  |        |        | 9.1%     | 13.3%  |        | 19.6  |
| 5月16-18日（页面存档备份，存于）                       | 港大/《明報》（第8次）                            | 537   | 42.0%    | 5.7%   | 9.5%   |        |        | 12.4%    | 13.6%  |        | 28.4  |

## 選舉論壇
今屆行政長官選舉沿用上屆安排，舉行兩場正式選舉論壇。

### 電視辯論
由香港十間電子傳媒（無綫電視、亞洲電視、有線電視、now寬頻電視、香港寬頻、鳳凰衛視（包括香港台及優悅U Radio）、香港電台、商業電台、新城電台及DBC數碼電台）主辦及直播，由香港電台製作，在2012年3月16日晚上8時至10時於九龍塘香港電台電視大樓舉行，主持為謝志峰(香港電台)和許方輝(無綫電視)，並由香港大學和嶺南大學以抽樣方式選出約100名市民出席，部份出席市民有機會提問。論壇由慈善機構龍耳提供4名手語翻譯員進行即時手語傳譯。每名候選人可帶同2名競選辦成員入場。
電視辯論全長約2小時，設4個環節：
1. 開場發言（3分鐘）：每位候選人各有1分鐘。
2. 記者和現場觀眾提問（36分鐘）：每位候選人會接受1名記者、3位現場觀眾用15秒時間發問，候選人有45秒回應，其間另外兩名候選人可用15秒追問同一議題，回應的候選人則可再就每個追問以45秒回應。
3. 自由辯論（24分鐘）：分為3節，每位候選人於3節各有2分鐘、3分鐘和3分鐘輪流主持，可向任何一名候選人自由發問，並可決定是否容許另一人舉手後加入發言。
4. 總結（6分鐘）：每位候選人各有2分鐘。

直播的電子傳媒頻道包括：
| 電視 - 亞洲電視本港台 - 無綫電視翡翠台與高清翡翠台 - 香港有線電視直播新聞台 - now寬頻電視新聞台與直播台 - 香港寬頻bbTV直播資訊台 - 鳳凰衛視香港台 | 电台 - 香港電台第一台、第三台和普通話台 - 雷霆881商業一台 - 新城財經台 - U Radio綜合台 - 數碼大家台 |

電視直播期間，由慈善機構龍耳提供即時手語傳譯。

### 選委論壇
由陳智思等選委發起的選委論壇，在2012年3月19日晚上7時半至9時半於九龍灣國際展貿中心舉行，論壇主持為吳明林。論壇未能讓市民入場，但會收集市民提問，在現場抽出部份問題。每名候選人各可帶同11名競選辦成員入場。
選委論壇全長約2小時，設4個環節：
1. 介紹政綱（9分鐘）：每個候選人各有3分鐘。
2. 選委提問（51分鐘）：每個候選人各有17分鐘，每條提問限時30秒，回應時間不限。
3. 公眾提問（15分鐘，原定27分鐘）：每個候選人各有5分鐘（原定9分鐘），每條提問限時30秒，回應時間不限。
4. 總結（6分鐘）：每個候選人各有2分鐘。

由香港電台負責現場電視製作，多間電子傳媒包括無綫電視、亞洲電視、有線電視、now寬頻電視等聯合現場轉播，在2012年3月19日晚上7時30至分至9時45分舉行。

## 民間投票

### 泛民主派初選
泛民主派於2012年1月8日舉行初選，在全香港開設74個票站，讓任何年滿18歲的香港永久性居民投票，並根據初選結果，派出較高支持的一位正式參選。參選人共有兩位：民主黨主席何俊仁和民協前主席馮檢基。最後何俊仁勝出初選，他將代表泛民主派參選2012年行政長官選舉。

### 港大民調全民投票
此外，香港大學民意研究計劃總監鍾庭耀於2012年3月23日舉行全民投票，最終成功籌得超過80萬港元款項作為舉辦投票的經費。香港市民可以透過智能手機下載應用程式PopVote，或指定網站，或帶備身份證到十個票站投票。
由於港大民調全民投票的網站懷疑受黑客攻擊，無法網上投票，當局改為開放多個票站，讓市民用紙張投票。香港失明人互聯會及龍耳發表聲明，不同意要求市民選票放入的信封須寫上身份證號碼，認為有違保密原則，令市民擔心洩漏投票意向。

## 選舉結果
第四屆行政長官選舉於2012年3月25日於香港會議展覽中心舉行。結果：
| 編號 | 候選人         | 票數（百分比） |
| ---- | -------------- | -------------- |
| 1    | 梁振英（當選） | 689 (65.62%)   |
| 2    | 何俊仁         | 076 (7.24%)    |
| 3    | 唐英年         | 285 (27.14%)   |

- 有效票：1,050票
- 白票：75票[76](6.29%)
- 廢票：7票[76](0.59%)
- 總投票數：1,132票 (94.89%)[77]
- 沒入場選委：61票 (5.11%)
- 有資格選委：1,193票[78]（法例規定為1200票） (99.42%)

投票於3月25日早上11時結束，並在11時52分打開票箱點票，唐英年及梁振英在台上監督打開票箱，而另一候選人何俊仁與泛民選委早前完成投票後，宣布離場抗議小圈子選舉。
沒入場選委包括社總團隊28名選委。廢票包括一張寫上要求普選和一張反對小圈子選舉、一張同時投下三人選票及一張同時投唐英年和梁振英選票。此外，一張問題選票印在投票圓圈線上，選舉主任認為該選票很有可能投梁，所以決定作為梁的有效選票。
選舉主任潘兆初法官宣布，有1132有效選票，梁振英以689票，得票率60.9%，當選第四屆行政長官，另一候選人唐英年獲285票，何俊仁獲76票。梁振英在選舉日前兩天表示希望參加將於2017年首次舉行的行政長官普選，接受普選的洗禮、爭取市民的認同、增加政府的認受性及改善政治生態。
梁振英因取得超過六百張有效選票，選舉主任潘兆初法官根據《行政長官選舉條例》（第569章）第二十八條，宣布梁振英在是次行政長官選舉內當選。
2012年3月28日，國務院總理溫家寶召開第七次全體會議，任命梁振英為香港特別行政區第四任行政長官，在同年7月1日就職。他簽署《任命梁振英為中華人民共和國香港特別行政區第四任行政長官》的第616號國務院令。
2012年7月1日，民間人權陣線再一次主辦七一大遊行，主辦單位公佈參加人數超過40萬人，港大民意研究計劃網站公佈遊行人數為98,000至112,000人，警方則表示遊行高峰期有63,000人，三者的數字均創下2003年及2004年以來遊行人數的新高。當日示威者其中一個主要訴求為梁振英下台。

## 選後
- 梁振英在當選後在記者會上，發表講話，以下是內容重點：

|                                                  | 各位香港市民： 第四屆行政長官選舉剛剛有了結果，我很感激選委對我的信任及市民對我的支持，使我可以在未來五年，在行政長官這個崗位上服務香港、服務市民。我會以謙卑感恩之心，肩負這一重大的責任。…… 選舉期間，戰況激烈，難免火花四起。選舉已經結束，合作應該馬上開始。我衷心希望大家可以團結包容，將正能量重新注入香港；我亦期望各行業、各階層、各地區齊心合作，令經濟、社會和政治發展可以重回正軌。我明白行政長官的工作非常艱巨，但我一定會克盡己任，以「行之正道、穩中求變」的治港理念，迎難而上！…… 在這裡，我向七百萬市民作出莊嚴的承諾，我上任之後，香港市民今天所享有的自由及權利，絕對不會有任何改變。同時，我亦會以身作則，帶領公務員及整個問責團隊，確立一個誠信、廉潔的政府。今次雖然是一場一千二百人的選舉委員會選舉，但市民積極的參與，已經為二○一七年普選行政長官奠下基礎。我會把今次選舉的經驗好好總結、反思和檢討，為日後制訂公開公平的選舉辦法，以及建立健康進步的選舉文化，做好準備。…… 日後，我會繼續拿着一張櫈，一本簿，一枝筆，和我的管治團隊走入群眾，聽取你們的意見，只要你肯講，我就肯聽！我，梁振英，希望做一個「親民的特首」，「一心一意」為香港！今天，我作出的承諾，將會成為歷史紀錄，我會在陽光下，接受全港七百萬市民的監督。 我深信，「齊心」，香港一定會成功！ |
| ————2012年香港特別行政區行政長官選舉當選人梁振英 | |

- 唐英年在落敗後表示會繼續以公職服務香港。
- 何俊仁在落敗後提早到場外，聲討選舉之不是。

## 國際回應
- 欧盟：歐盟外交事務與安全政策高級代表阿什頓在選舉一日後，發表聲明祝賀梁振英當選。他指歐盟重視香港的政治、經濟和民主，也希望在他任期內，香港能夠繁榮穩定民主，並深化與歐盟的關係。[82]歐盟外交事務員艾嘉蓮也祝賀其當選，她指香港是歐盟重要的合作伙伴，香港與歐盟擁有共同的價值觀。
- 美国：美國國務院東亞及太平洋事務助理國務卿坎貝爾發聲明，恭賀梁振英當選，期待與他和其團隊進一步拓展雙方的緊密經貿關係及人民之間的交往,美國將繼續支持一國兩制的原則。[83]另外，美國助理國務卿坎貝爾發表聲明，恭賀梁振英。聲明說，美國將支持「一國兩制」，期盼香港在2017年香港行政長官選舉和2020年香港立法會選舉，朝著實現普選這目標繼續取得進步，以符《基本法》和香港市民意願。[84]
- 澳門：澳門行政長官崔世安發出致函祝賀梁振英當選新的香港行政長官。
- 中国：中國中央人民政府駐香港聯絡辦公室、廣東省省委書記汪洋、廣東省省長黃華華當日也都有發函祝賀梁振英當選。

## 爭議

### 政制面對的問題
2012年香港特別行政區行政長官選舉之際，於香港的政治制度中，此職位並非由全港市民普選產生，而是由選舉委會員推選產生，主要問責官員則由特首委任，泛民主派人士認為此制度下，民意基礎薄弱，以至過往特首等問責官員在推行政策時，往往引起香港立法會及泛民主派人士質疑政府偏袒個別社會利益團體，政府經常被指官商勾結、利益輸送等，1997年香港特別行政區政府成立以來，多個民意研究顯示政府權威下降，推行新政策時屢遭反對。
泛民主派過往有不少聲音提出「2012年雙普選」，部分香港人除了要求特區政府在2012年的香港特別行政區行政長官選舉以一人一票選出行政長官，同時於立法會選舉中全數立法會議席由普選產生，雙普選決議在2005年中期獲大部份立法會政黨支持，但這個建議最終並沒有被中共接納，而早前支持2012年雙普選的親中共政黨民建聯，亦於2007年改為支持拖延至「2016年選立法會，2017年選特首」。

### 中央政府「欽點」之爭議
泛民主派人士認為與首兩任行政長官一樣，唐英年早就受到中央政府「欽點」成為第三屆特首，而唐英年在董建華政府年代當過局長和財政司司長，官路一直上升，在曾蔭權政府出任政務司司長，這本來是培養他的管治能力，為接任特首鋪路，可是這些年來董建華、曾蔭權政府的管治評價及民望並不高，唐英年跟在他們後面近十年的宦海生涯裡，沒有政績不在講，其多次失言令人失去信心，民望不斷下滑，是「扶不起來的阿斗」，信報評論認為若唐英年當上特首就是第二個曾蔭權，估計他不會有新的思路和能力。
前中共中央總書記江澤民與唐英年也有家族淵源，盛傳唐英年早獲江及其繼承者欽點做2012年的新一屆特首。前港區人大代表李鵬飛認為，2011年中傳病危的江澤民萬一去世不利唐英年選情，熟悉中國國情的時事評論員劉銳紹則認為，江澤民過去幾年將重點放在中共高層人事佈局而非香港此彈丸之地，不會因一人離世而有戲劇性改變。2011年8月，香港特首前哨戰愈演愈烈，民調顯示唐英年發表惹爭議的言論後的民意出現變動，劉銳紹認為民調不是決定性因素，最後挑選特首人選是北京決策層。
2012年1月，屬梁振英陣營的羅范椒芬引述全國人大常委會副委員長李建國， 就港特首選舉發表談話，表示唐梁均是「可接受人選」，希望特首選舉是「君子之爭」，「公開公平」，為2017年普選「樹立典範」。李平在蘋果日報社論評論指；梁振英因北京領導人表示可接受他參選，而解釋為中央政府人選並非唐英年一人，是欺人太甚；評論又指中共一直插手選舉，排斥民主派在外，有「揀馬」的特權，只接受一個或兩個候選人參選亦是欽點。有意見認為唐營發表領導人的「澄清」，是傳聖旨「半欽點」，未作選舉先行公開篩選，破壞了一國兩制，而除了唐、梁之外，還有不被點名的民主派候選人何俊仁，似乎被矮化了。

### 建制派派閥之爭
《蘋果日報》將梁振英及唐英年之爭，比喻為共產黨與地產黨之爭，因為唐英年的選委提名人多是香港著名地產商，包括長實集團董事局主席李嘉誠，梁振英則一直被指為中共地下黨員，漁農界60個提名中，梁振英取得57個，漁農界就是被指受中聯辦操控的界別。梁慕嫻在《開放雜誌》指，唐、梁之爭是港府退役或現任官員和商界財團組成的「建制隊伍」，與中共地下黨和中聯辦等組成的「幹部隊伍」之爭，指「幹部隊伍」推出梁振英參選特首，暴露出他們奪取香港管治權的野心。

### 建制派揣測中央政府取向
2012年1月31日，中聯辦主任彭清華指特首選舉須按照法律公平公正進行，中央政府不可能現階段認定特首人選。時事評論員劉銳紹認為，李建國、彭清華固然是跟從中央政府思想而說話，但亦反映中央政府就特首人選未有定案。
2012年3月4日，支持特首候選人梁振英的政協委員劉夢熊等人，在全國政協會議中與國家副主席兼中央港澳工作協調小組組長習近平會面。外界猜測習近平屆時會代表中央政府高層對香港特首人選作出傾向性表態。結果習近平與港澳政協會面時，先與第二排的劉夢熊、羅康瑞等梁營選委握手。有評論指行為令人聯想起1996年，時任中共中央總書記江澤民「衆裏尋他」，與當時仍未上任的第一任特首董建華握手，當時此行為被視為得到中央政府「祝福」。港區政協委員陳永棋表示，只是劉夢熊先佔較前排位置，事件並無特別處。當日習近平亦無對特首選舉作出傾向性講話。時事評論員林和立分析，中共會在中央政治局常委開會後，在特首選舉投票日前幾天才會下指示，慣常不會在半公開場合為特首選舉意向「漏口風」。
3月中旬，國務院總理溫家寶在全國人大會議結束後的中外記者會的一番話：「香港一定能選出一個為多數港人擁護的特首」，被外界視為中央政府終於就特首人選表態（即支持梁振英）。本來唐英年十拿九穩，可惜僭建風波、誣告梁振英牽涉黑金飯局事件，以至到主動披露2003年政府高層會議密議內容，唐英年「拿起石頭砸自己的腳」，使梁振英得以「上位」。
建制派內部嚴重撕裂，唐梁兩人持續拉扯角力，唐英年更於19日晚言「已向廉政公署備案，指梁振英誹謗，同時發律師信，要求對方承認『防暴隊論』及向唐道歉」。

### 建制派政商界個別意向
2011年8月，特首備選之戰漸趨激烈，香港富商恆隆集團董事會主席陳啟宗，暗指唐英年及范徐麗泰兩位疑似特首候選人，稱他們一事無成，又指他倆沒說過一句話可以令他個人覺得這两個人有腦，假若讓沒有能力的人當上特首，非香港之福。同年11月，前港區全國人大代表吳康民稱，香港的大地產商足以左右特首人選。參選特首的民主黨主席何俊仁則表示，選舉委員會大部份委員的投票意向都是受北京主導。較早前，香港首富李嘉誠較傾向支持唐英年，而其他大多數香港大地產商有別於過往，並沒有表態，有評論表示，如果「鐘聲」一響，他們多數會有「西瓜靠大邊」，靠向較優勢的一方。
2011年11月，時事評論員林和立表示，選舉票源受到聽從中共指示的民建聯和工聯會的影響。直至1月30日，政黨民建聯稱仍未決定支持那位特首參選人。而手持六十票關鍵選委票的工聯會，首度表明有可能不提名任何一位參選人自由黨早於1月15日召開記者會，宣布黨內29名選委支持唐英年選特首。2012年3月中，香港民主黨創黨主席李柱銘指出，除泛民主派外，其他人在等中共指令，是奴才心態。

### 對「六四事件」看法
臨近2012年行政長官選舉，多位有意參選的熱門人選均在不同場合被問及對「六四事件」看法，他們的言論往往引起爭議及部分人的指責。
2010年11月12日，梁振英出席中文大學的活動時，形容六四事件為「悲劇」。
2011年10月7日，范徐麗泰在出席中文大學的座談會時，則指六四事件是「不幸」，並表示自己不清楚整件事情。10月31日，范徐麗泰出席一個國情探討班時表示，「六四事件」應該放入國民教育課程，因為「六四事件」的確是曾經發生過。
2011年10月23日，唐英年分別在出席教協和華員會活動時，形容「六四事件」為「個別事件」；又促港人「站得高、看得遠」，以宏觀角度看國家過去在多方面的良好發展。
香港理工大學助理教授鍾劍華認為，「六四事件」幾乎是特首候選人的「必答題」。唐、梁、范三人都避免在六四事件等敏感議題上「開罪」中共，但唐英年的答法最失敗。梁、范至少敢說六四是「悲劇」及「不幸」，予人一些幻想空間，但唐卻以國家經濟發展去合理化六四事件，這種答案最令人反感。他又舉例首兩任特首董建華及曾蔭權多年前已用這答案回應「六四」看法，社會反應亦很差。

### 浸大民意調查之爭議
2012年1月14日，香港浸會大學傳理學院公布一份尚未完成的「特首民意調查」結果，結果顯示特首候選人梁振英及唐英年支持度差距6%。三日後再度公布已完成的民調結果，顯示唐、梁差距較大達9%，而完成版中梁於多方面比較均有較佳表現。據了解，唐英年競選辦公室公關陳慧兒曾致電民調研究人員查詢，曾在中國官方報章《人民日報》任職的浸大傳理學院院長趙心樹稱，提早公布未完成民調是為了「搶新聞」，避開台灣總統大選，但此舉及解釋惹起爭議，被指違學術專業，身兼浸大教職員公會發言人的杜耀明質疑此做法有政治動機，會促院方調查交代。

## 候選人之負面新聞

### 唐英年婚外情及私生子傳聞
2011年期間，《爽報》報道唐英年有婚外情，對象多達四人，包括香港總商會行政總裁袁莎妮及鄉議局副主席林偉強女兒林穎妍（Esther）。四人當中，唐與其中一人生下一名私生女。唐英年與妻子共同發表聲明，指自己過去在個人感情上曾經有缺失，對此深感悔疚。唐英年並無詳細交代「缺失」詳情。唐營人士不斷為他辯護，合和集團董事會主席胡應湘指婚外情只屬「課外活動」。

### 梁振英緋聞

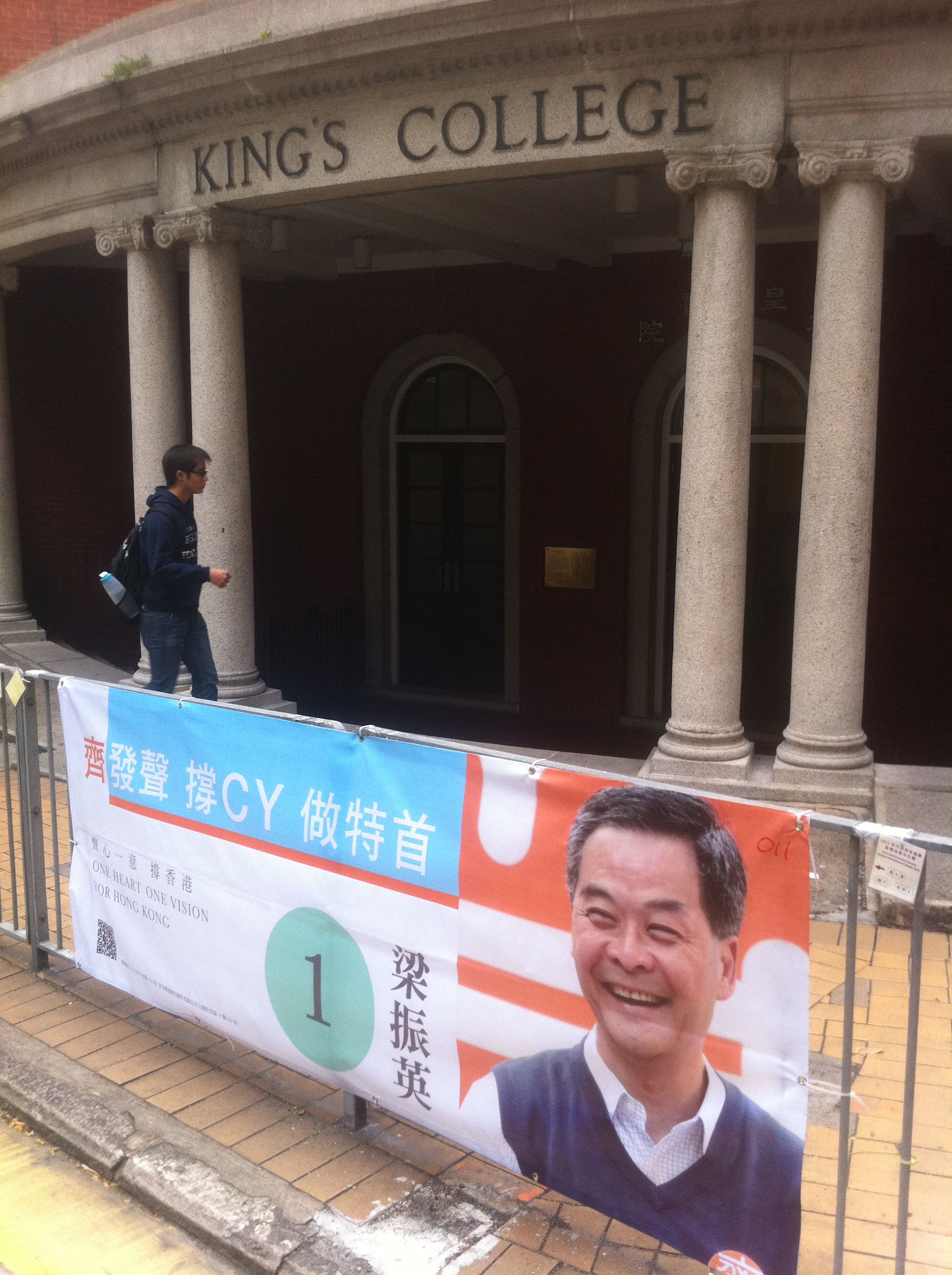
梁振英在母校英皇書院外的競選橫額

2011年10月，《成報》報道梁振英和「香港明天更好基金」行政總裁鄧淑德關係匪淺。梁否認，指兩人只屬工作關係。其後《成報》發聲明澄清報道僅敘述兩人工作關係良好，並無他意。鄧之後亦出任梁的競選辦成員。梁振英被指曾打老婆，其妻否認，梁振英澄清報道完全是捏造事實，將交由律師處理。

### 與星島集團的爭論
梁振英於2011年12月16日辭任星島新聞集團非執行董事職務，稱要專注應付特首選舉。梁振英之後說，星島新聞集團多篇報道，包括2011年12月指其主業公司戴德梁行面臨要清盤，質疑梁的管治能力等言論，梁又不點名批評《星島》記者大聲向他提問，故意令他難堪，是針對其本人，有動機地抹黑。有報章評論稱星島集團董事會主席何柱國在記者會上態度傲慢。全國政協委員劉夢熊評論稱；星島旗下《東周刊》有違公平君子之爭。
學者宋立功及前立法會議員呂明華亦認為，《星島》集團連日報道梁振英負面消息明顯是個人針對，動機明顯。

### 西九設計比賽隱瞞利益
2012年1月31日，星島新聞集團旗下《東周刊》報道，有參與西九龍項目的官員發現，梁與其中一家參加設計比賽的公司有關連。梁振英指他在事件中沒有獲取任何報酬及利益，並早已向行政會議申報。2月8日，臨近特首選舉提名期，特區政府發稿，證實梁振英2001年擔任「西九龍填海區概念規劃比賽」評審時，沒有申報與他有關連的參賽公司，投票後始被發現有利益衝突。有評論指政府此時發稿猶如針對梁振英；民政事務局強調政府於事徉發生後十年才發稿交代，只是回應傳媒查詢，並無其他目的。
2月10日，梁在多份報章刊登聲明，重申在西九填海概念規劃比賽並不涉及任何利益衝突。2月11日，梁回應有報章指他任職的戴德梁行是西九比賽的參賽隊伍乃不符事實，梁也要求政府公開西九比賽項目全部檔案。2月29日，立法會通過引用權力及特權法，成立《西九事件專責委員會》調查梁振英在西九事件的利益衝突事宜；梁振英回應指調查有助釐清事實，尊重立法會決定；同時，梁競選辦去信立法會主席曾鈺成，以成員對梁抱成見為由，要求重組委員會，又要求不要在特首選舉日之前展開聆訊，被時事評論家李怡批評是「黑社會主義」。
對於對他不利的質疑，梁振英往往以「不知道」、「不知情」作為辯護理由。2012年6月27日，經三個多月調查，《西九事件專責委員會》主席葉國謙提交調查報告，報告對梁振英作供時的「善忘」感到驚訝，對他「掉以輕心」及不完整申報利益表示遺憾及失望，認為他有不可推卸的責任。梁振英認為調查報告「還他清白」。

### 唐英年大宅僭建風波
2012年2月13日，唐英年大宅被揭發地下僭建，最初唐辯稱是工人「挖深了」，地庫只用作擺放雜物。後來於2月16日晚上，唐英年及其妻郭妤淺召開記者招待會，承認有僭建地庫。有聲音指事件涉及誠信問題，但他表示不會退選。

### 旗下競選辦出席江湖人物飯局

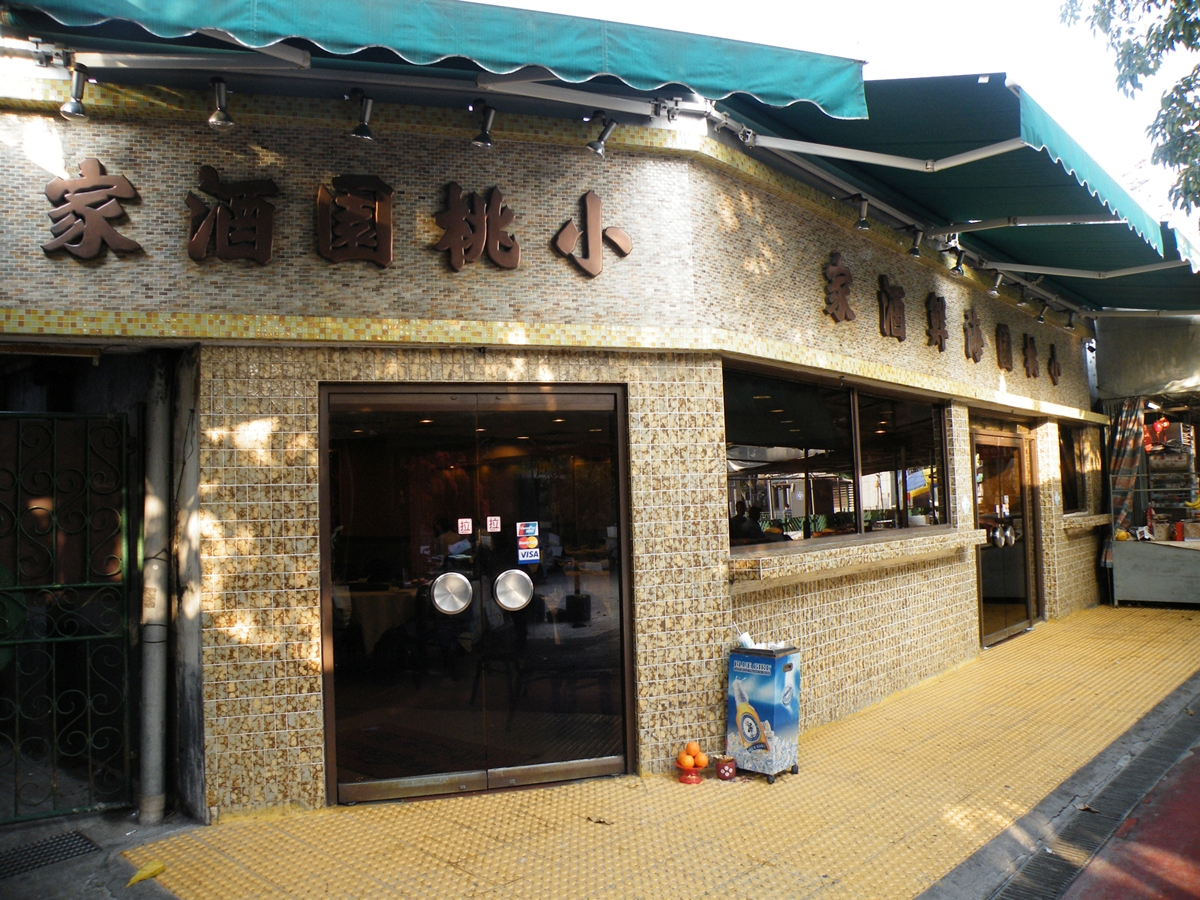
事件發生地流浮山小桃園酒家

2012年3月7日，星島新聞集團旗下《東周刊》報道，梁營競選辦公室主要人物羅范椒芬、鄧淑德、劉夢熊等人，曾與綽號「上海仔」的江湖人物郭永鴻，在流浮山小桃園出席飯局，密會新界鄉紳拉票。事件因涉及黑社會及多位知名新界鄉紳，如梁福元、侯志強等人，令傳媒廣泛關注，引起社會對「黑金政治」的憂慮。

## 相關節目
- 《特首選戰》3月1日及2日19:00至19:30於翡翠台播出
- 《2012年特首選舉》3月25日08:55至13:00於翡翠台播出
- 《第四屆行政長官選舉》3月25日08:55至12:35於本港台播出
- 《ATV焦點：第四屆行政長官選舉—選後點評》3月25日19:00至19:58於本港台、亞洲台播出
- 《新特首》3月25日22:00至22:55於翡翠台、高清翡翠台播出

## 後續
2012年3月28日，國務院總理溫家寶召開第七次全體會議，任命梁振英為香港特別行政區第四任行政長官，在同年7月1日就職。他簽署《任命梁振英為中華人民共和國香港特別行政區第四任行政長官》的第616號國務院令。
2012年7月1日，香港特別行政區第四屆政府就職典禮在香港會議展覽中心舉行，中共中央總書記、國家主席胡錦濤為行政長官梁振英及主要官員監誓。
受到梁振英大宅僭建風波及麥齊光涉貪案的影響，梁振英政府的管治已經舉步維艱，「政界盛傳中央有意啟動後備方案」，或「在短期內更換特首」。而中國國務院港澳辦主任王光亞形容這個說法，完全是「胡說八道」，毫無根據。王光亞說，行政長官是按香港基本法選出，兼獲得中央政府任命，中央支持梁振英及香港特區政府有效施政。希望香港各界以香港利益思想，支持香港特區施政。又在十八大政治報告中，總書記胡錦濤也肯定香港的工作，肯定香港回歸之成就，肯定香港人有智慧，可以把香港管理好，為國家事務貢獻。
另外，北京當局汲取今屆選舉的經驗，避免建制陣營內部再出現惡性競爭。於2017年香港特別行政區行政長官選舉中，建制人士被要求統一支持林鄭月娥，反映北京當局有意加強對香港事務的影響力。

## 外部連結

### 官方網站
- 第四屆行政長官選舉（選舉事務處網頁）（页面存档备份，存于）
- 二零一二年行政長官及立法會產生辦法建議方案（页面存档备份，存于）

### 候選人競選網站
- 何俊仁競選網站
- 唐英年競選網站
- 梁振英競選網站

### 候選人競選微博
- 何俊仁競選微博（页面存档备份，存于）
- 唐英年競選微博（页面存档备份，存于）
- 梁振英競選微博（页面存档备份，存于）

### 其他競選網站
- 香港要公道—馮檢基競選行政長官專頁（facebook）[]
- 葉劉淑儀競選政綱
- 余永賢競選網站
- 簡傑鴻競選網站

### 其他網站
- 3.23 民間全民投票 - 港大民調
- "誰代表香港?" - 2012特首選舉投票網站[]
- 香港網絡大典上的相关条目：2012年行政長官選舉